# Cucujiformia
Infra-ordre
Les Cucujiformia sont un infra-ordre d'insectes de l'ordre des coléoptères. 

## Liste des super-familles
Selon BioLib (4 avril 2018) :
- Cerambycoidea Latreille, 1802
- Chrysomeloidea Latreille, 1802
- Cleroidea Latreille, 1802
- Cucujoidea Latreille, 1802
- Curculionoidea Latreille, 1802
- Lymexyloidea Fleming, 1821 - monotypique : ne contient que la famille Lymexylidae
- Tenebrionoidea Latreille, 1802

Selon ITIS (4 avril 2018) :
- Chrysomeloidea Latreille, 1802
- Cleroidea Latreille, 1802
- Coccinelloidea Latreille, 1807
- Cucujoidea Latreille, 1802
- Curculionoidea Latreille, 1802
- Lymexyloidea Fleming, 1821 - monotypique : ne contient que la famille Lymexylidae
- Tenebrionoidea Latreille, 1802